# Автовівіфікація
Автовівіфікація (англ. autovivification) — автоматичне створення нових масивів та хешів, щоразу коли звертаються до неописаного значення всередині них. З'явилась в мові Perl, і дозволяє програмісту звертатись до структури даних та довільних її піделементів, без явного створення структури даних перед звертанням.

## Емуляція в інших мовах програмування

### Python
Модуль collections містить клас defaultdict який можна використати для реалізації автовівіфіковних словників за допомогою простої рекурсивної функції.
```
from
 
collections
 
import
 
defaultdict

Tree
 
=
 
lambda
:
 
defaultdict
(
Tree
)

common_name
 
=
 
Tree
()

common_name
[
'Mammalia'
][
'Primates'
][
'Homo'
][
'H. sapiens'
]
 
=
 
'human being'

# Відомі цитати за п’єсою, актом та сценою: 

quotes
 
=
 
Tree
()

quotes
[
'Hamlet'
][
1
][
3
][
0
]
 
=
 
'This above all: to thine own self be true.'

```

## Зноски
1. ↑  Schwartz, Randal L.; Phoenix, Tom (2003). Learning Perl Objects. O'Reilly Media, Inc. с. 42. ISBN 9780596004781. This process is called autovivification. Any nonexisting variable, or a variable containing undef, which is dereferenced while looking for a variable location (technically called an lvalue context), is automatically stuffed with the appropriate reference to an empty item...
2. ↑  collections - High-performance container datatypes - Python v2 documentation. Архів оригіналу за 14 серпня 2014. Процитовано 14 серпня 2013.
3. ↑  What is the best way to implement nested dictionaries in Python?. Процитовано 14 серпня 2013.